# André Ségalat
Pour les articles homonymes, voir Ségalat.
André Ségalat, né le 10 août 1910 à Paris et mort le 24 novembre 1986 dans la même ville, est un haut fonctionnaire français.

## Biographie

### Jeunesse et études
André Ségalat effectue ses études secondaires au lycée Charlemagne, puis au lycée Louis-le-Grand. Il suit des études de droit à la faculté de droit de l'université de Paris, où il obtient une licence de droit, et est diplômé de l'École libre des sciences politiques.

### Parcours professionnel
Il devient auditeur au Conseil d'État en 1937. Il enseigne à l’École libre des sciences politiques, où il gère la préparation aux concours administratifs, avec Michel Debré.
Il s'engage dans la Résistance en 1940. Il devient un des collaborateurs d'Alexandre Parodi, délégué général du gouvernement pour la France occupée.
Maître des requêtes au Conseil d'État en 1944, il est directeur du cabinet d'Alexandre Parodi, ministre du Travail et de la Sécurité sociale de septembre 1944 à octobre 1945, puis de Jules Moch,
ministre des Travaux publics à partir de novembre 1945.
En septembre 1946, il est nommé secrétaire général du gouvernement, fonction qu'il occupe jusqu'en janvier 1958, date à laquelle il est nommé président de la Société nationale des chemins de fer français (SNCF). En 1960, il est nommé Conseiller d'État.
Il est membre du Conseil constitutionnel de 1977 à 1986, nommé par Valéry Giscard d'Estaing.
Il a un petit-fils, Laurent Ségalat.

## Décorations
- Grand officier de la Légion d'honneur[6]
- Grand officier de l'ordre national du Mérite[6]
- Commandeur de l'ordre du Mérite civil (1960)[7]

## Sources
- « André Ségalat est mort », Le Monde, 28 novembre 1986.